# 阿扎里亚·张伯伦之死
阿扎里亚·钱特尔·洛伦·张伯伦（英語：Azaria Chantel Loren Chamberlain，1980年6月11日伊薩山—1980年8月17日烏魯魯）是一名澳大利亚女婴，于1980年8月17日夜间在北領地烏魯魯的一次家庭露营旅行中，据称被一只野狗杀害。当时她只有九周大，遗体至今未找到。父母迈克尔和林迪报告称，女儿是被野狗从帐篷中叼走的。然而，林迪被指控謀殺，并在监狱中服刑三年多，迈克尔则被判处缓刑。直到阿扎里亚的外套在野狗巢穴附近被发现，重新启动了调查，林迪才得以释放。2012年，阿扎里亚去世32年后，驗屍官正式支持了张伯伦夫妇的说法。
最开始的死因调查在北领地的愛麗斯泉最高法院进行，支持了张伯伦夫妇的陈述，并对警方的调查提出了严厉批评。这次调查的结果透过电视进行了现场直播，这在澳大利亚还是首次。然而，经过进一步调查和在达尔文举行的第二次死因调查后，林迪被控谋杀，1982年10月29日判处無期徒刑。阿扎里亚的父亲迈克尔被裁定为协助犯罪的幫助犯（即在犯罪发生后帮助主犯，但未直接参与犯罪），判处缓刑。案件审判期间，媒体的关注异常强烈，引发了对轰动效应的譴責。此外，审判过程本身也受到批评，被指存在不专业和偏袒的行为。张伯伦夫妇提出了多次上訴，但包括最终的高等法院上诉在内，均未成功。
1986年，所有法律途径用尽后，一次偶然的发现改变了案件进展。阿扎里亚的一件外套在一个有大量野狗巢穴的区域被找到，这一发现促使林迪获释。1988年9月15日，北领地刑事上诉法院一致推翻了对林迪和迈克尔的所有定罪。1995年进行了第三次死因调查，但结果为“未下定论”。2012年6月12日，第四次死因调查中，死因裁判官伊丽莎白·莫里斯（Elizabeth Morris）作出裁决，确认阿扎里亚·张伯伦是被野狗叼走后杀害。林迪获释后因非法拘禁获得了130万澳元的赔偿，政府重新签发了修改后的死亡證。
关于该案的书籍数量众多，而且事件也在流行文化中形成了典故，衍生出 “野狗吃掉了我的宝宝”（"A dingo ate my baby"）或“野狗叼走了我的宝宝”（"A dingo took my baby"）这类句子。案件还被改编为电视电影、剧情长片《暗夜哭聲》、迷你剧集、戏剧作品、澳大利亚乐队“The Paradise Motel”的概念专辑以及莫亚·亨德森（Moya Henderson）创作的歌剧《林迪》（Lindy）。

## 死因调查
阿扎里亚失踪事件最开始的死因调查于1980年12月15日在愛麗斯泉由裁判官丹尼斯·巴里特（Denis Barritt）主持展开。1981年2月20日，澳大利亚史上首次进行法院案件现场直播，巴里特裁定阿扎里亚的可能死因是野狗袭击。此外，他还作出了一个额外的结论，即在袭击之后，“阿扎里亚的尸体被从野狗那里夺走，可能被一名或多名身份不明的人以未知方式处理”。
然而，北领地警方和检察官对这一裁决表示不满。调查仍在继续，最终于1981年9月在达尔文举行了第二次死因调查。伦敦医院医学院的詹姆斯·卡梅伦（James Cameron）根据阿扎里亚连衣裤的紫外线照片声称，“在连衣裤的颈部区域存在一道切割伤口，也就是说，有被割喉的迹象。”此外，他还声称在照片中看到了一只小个成年人手掌的印记。与此同时，张伯伦夫妇的黄色霍顿Torana轿车在昆士兰被扣押，并由军用飞机运送至愛麗斯泉进行进一步调查。基于这些以及其他调查结果，张伯伦夫妇被控谋杀阿扎里亚。
1995年，进行了第三次死因调查，但未能确定明确的死亡原因，因此做出了“未下定论”的裁决。

## 对林迪·张伯伦的指控
官方指控林迪·张伯伦在家用轿车的前座上割开了阿扎里亚的喉咙，然后将尸体藏在一个大型相机包中。按照指控方对犯罪的重建，她随后回到篝火旁，和一群露营者待在一起，并给她的一个儿子喂了一罐焗豆。接着，她走向帐篷，惊叫着声称有一只野狗叼走了她的宝宝。据称，在其他露营者四处寻找阿扎里亚时，林迪趁机处理了尸体。
支持这一指控的关键证据有：在阿扎里亚失踪约一周后，距帐篷约4公里处发现的頸部有血跡的连衣裤；以及一份极具争议的法医报告，声称在张伯伦夫妇1977年款霍顿Torana掀背车的前座上检测到了胎儿血红蛋白的痕迹。胎儿血红蛋白存在于六个月以下的婴儿体内，而阿扎里亚失踪时只有九个半星期大。
林迪还被问及阿扎里亚失踪时所穿的衣物。她坚称阿扎里亚在连衣裤外穿了一件短開襟衫，但当找到衣物时，这件衣服并不在其中。此外，阿扎里亚的背心（穿在连衣裤内）被发现时是反穿的。林迪坚称自己从不会将背心给婴儿反穿，她对此非常讲究。然而，这一说法与收集证据时的衣物状态不符。不过这些衣物曾由调查人员重新摆放过以便拍照。
在林迪的辩护中，有目击者证实在1980年8月17日晚上曾在那片区域看到野狗。所有目击者都表示相信张伯伦夫妇的说法。一位护士还提供证词称，她在检方声称阿扎里亚已被谋杀之后的时间段里，听到了一声婴儿的哭声。此外，有证据表明胎儿血红蛋白检测可能会出现误判。检测方法对成人血液同样可能呈阳性反应，而某些有机化合物，包括鼻腔分泌物和巧克力奶昔等，也可能导致类似结果。当时，阿扎里亚被指控遇害的车辆中都曾出现这些物质。
工程师莱斯·哈里斯（Les Harris）在野狗行为研究领域有超过十年的经验。他反驳了詹姆斯·卡梅伦的说法，指出野狗的裂齒能够撕裂如汽车安全带般坚韧的材料。他还举例称，曾有一隻被關在籠子裡的雌性澳洲野狗從包裝紙中叼出一捆肉，而包裝紙卻完好無損。
辯方的申訴被陪審團駁回。林迪·张伯伦于1982年10月29日被判谋杀罪成立，判处无期徒刑。迈克尔·张伯伦则被判定为协助犯罪的幫助犯，判处18个月的缓刑。

### 上诉
1983年4月，张伯伦夫妇向联邦法院提出上诉，但未获成功。随后，他们向澳洲高等法院提起上诉，请求撤销定罪，理由是裁决存在不安全性和不合理性。然而，1984年2月，高等法院以3比2的多数裁定驳回上诉。

## 释放与无罪判决
1986年，林迪·张伯伦被释放的契机来自一次偶然的发现。当年年初，英国游客大卫·布雷特（David Brett）在夜间攀登乌鲁鲁时不幸失足坠亡。由于乌鲁鲁的庞大体积和周围灌木丛的茂密程度，布雷特的遗体在8天后才被找到，位于他坠落的悬崖下方的区域，那里有大量的野狗巢穴。在警方搜寻过程中，原本是为了寻找可能被野狗叼走的骨骼，结果却发现了阿扎里亚失踪时穿着的那件短開襟衫。
北领地首席部长下令立即释放林迪·张伯伦，并重新审理此案。1988年9月15日，北领地刑事上诉法院一致推翻了对林迪·张伯伦和迈克尔·张伯伦的所有定罪。
张伯伦案中的法医证据及其在原审判中的重要性引发了广泛争议。检方曾成功说服法庭，在张伯伦夫妇的汽车中检测出的胎儿血红蛋白是定罪的关键证据之一。然而，后来的研究表明，这种检测方法极其不可靠，对汽车制造过程中喷涂的隔音涂层进行检测也能得出几乎相同的结果。
张伯伦夫妇被平反两年后，获得了130万澳元的赔偿，以弥补他们因错误拘禁所遭受的损失。然而，这笔赔偿款仅够支付不到三分之一的法律费用。
1995年12月13日，第三次死因调查的结果公布。死因裁判官裁定“死因及死亡方式不明”。
2011年12月，时任北领地死因裁判官的伊丽莎白·莫里斯（Elizabeth Morris）宣布，将于2012年2月进行第四次死因调查。这次调查主要依据张伯伦夫妇的律师提供的有关阿扎里亚去世后发生的多起野狗袭击人类事件的信息。张伯伦夫妇呼籲进行新一輪調查正式确认阿扎里亚是被野狗叼走的。2012年6月12日，在第四次死因调查中，莫里斯裁定一隻野狗應對阿扎里亚於1980年的死亡負責。她根據隨後有關野狗襲擊人類造成傷害甚至死亡的報導得出了這一结论。她表示：“阿扎里亚·张伯伦于1980年8月17日在艾爾斯岩（即乌鲁鲁）死亡，死因是遭到野狗袭击后被叼走。”隨後，她向阿扎里亞·張伯倫的父母和兄弟姐妹“對[他們]特別且疼愛的女兒和姊妹的去世”表示哀悼，並表示已签发註明死因的新死亡證。

## 媒体介入与偏见
张伯伦案受到了极大的媒体关注。由于后来大部分针对林迪·张伯伦的证据被推翻，这一案件如今常被用作“媒體審判”的典型案例，展示了媒体的报道和偏见如何对审判产生不利影响。
审判期间，公众和媒体的意见严重分化，伴随着大量“荒诞的谣言和令人作呕的笑话”，甚至还有许多讽刺漫画。林迪·张伯伦因未表现出符合公众期待的悲伤母亲的形象，成为舆论攻击的焦点。此外，张伯伦夫妇的基督復臨安息日會信仰也成为攻击的目标。有人散布谣言，称该教会实际上是一个邪教，声称他们会在奇异的宗教仪式中杀害婴儿。
有匿名男子声称自己是阿扎里亚在伊薩山的医生，说“阿扎里亚”一名的含义是“荒野中的牺牲”（其实是“得到上帝的幫助”）。甚至有人宣称林迪是女巫，使得她真的被当作“獵巫”的目标。
有报道称林迪·张伯伦曾给阿扎里亚穿上黑色的连衣裙，引发了负面舆论。